# 克魯平
49°34′40″N 27°49′5″E / 49.57778°N 27.81806°E
克魯平（烏克蘭語：Крупин），是烏克蘭的村落，位於該國西南部文尼察州，由赫梅利尼克區負責管轄，始建於1810年，面積0.75平方公里，海拔高度278米，2001年人口160。